# El Conejal
El Conejal es una localidad del estado mexicano de Aguascalientes. Es parte del municipio de Aguascalientes.

## Demografía
| Gráfica de evolución demográfica |
|                                  |

| Censo | Población |
| ----- | --------- |
| 1940  | 11        |
| 1950  | 107       |
| 1960  | 193       |
| 1970  | 203       |
| 1980  | 266       |
| 1990  | 416       |
| 2000  | 570       |
| 2010  | 835       |
| 2020  | 1 081     |